# Euxoa difformis
Euxoa difformis là một loài bướm đêm trong họ Noctuidae.